# Мхаидли, Сана’а
Сана’а Юсеф Мхаидли (англ. Sana'a Mehaidli, араб. سناء محيدلي‎; 14 августа 1968, село Анкун близ Сидона — 9 апреля 1985, Джеззин, Южный Ливан) — 16-летняя активистка Сирийской социал-националистической партии, которая стала известна в связи с совершением самоубийственной атаки на колонну израильской армии недалеко от Джеззина.
Первая из арабских женщин, совершивших самоубийственное нападение.

## Биография
Сана'а Юсеф Мхаидли родилась 14 августа 1968 года в селе Анкун. Вопреки распространенному мнению, что она была мусульманкой, она и её семья (отец, мать, четверо младших братьев и младшая сестра) были прихожанами православной церкви.
С начала 1980 (или с 1981) года Сана’а начала работать в магазине видеофильмов — именно здесь она записала своё последнее обращение к родным в апреле 1985 года.
В конце 1984 (или в начале 1985) года Сана’а Мхаидли присоединилась к ССНП, которая входила в состав «Ливанского фронта национального сопротивления» (Front National de la Résistance Libanaise).

## Нападение на колонну ЦАХАЛ
9 апреля 1985 года Сана’а Мхаидли атаковала колонну ЦАХАЛ на дороге Баттер — Джеззин в северо-восточном предместье Тира. Находясь за рулём автомашины «Пежо-504» с зарядом 200 кг взрывчатки, она врезалась в израильский бронетранспортёр.
В результате взрыва погибли двое израильских военнослужащих и ещё несколько были ранены; также получили повреждения бронетранспортёр и грузовик.
Перед атакой Сана’а Мхаидли записала видеообращение к соотечественникам, которое 9 апреля 1985 года было показано в вечерней программе новостей по ливанскому телевидению и в дальнейшем получило широкое распространение.
Позднее стало известно её предсмертное письмо родителям: «Дорогие мои папа и мама! Простите меня за то горе, что я вам принесла. Прошу вас, не оплакивайте меня, держите свои головы поднятыми. Не думайте, что я умерла. Знайте — я буду жить и дальше».

## Последующие события
Останки Сана’а были перевезены в Израиль, однако в дальнейшем, в соответствии с соглашением между движением «Хезболла» и Израилем об обмене телами погибших, 16 июля 2008 года её останки были возвращены ливанской стороне.
В пятницу, 25 июля 2008 года, останки Сана’а были доставлены в Анкун и захоронены на местном христианском кладбище.

## Дополнительная информация
Сана’а Мхаидли также известна как «Невеста Юга» (араб. عروس الجنوب‎), поскольку в своем видеообращении к родным она сказала, что «это будет днем моей свадьбы».